# 世界貿易組織第五次部長級會議
世界貿易組織第五次部長級會議是世界貿易組織舉行的兩年一度貿易部長級會議。
第五次部長級會議是於2003年9月10日至9月14日在墨西哥的渡假勝地坎昆舉行，共有146個成員國接近5000代表及非政府組織代表參加。

## 議程
這次會議主要對2001年在多哈啟動的多哈回合貿易談判進行中期評估，並討論是否啟動“新加坡議題”談判。涉及議題包括外國投資者在發展中國家所受待遇問題，亦討論到世貿成員國是否應該制訂法例阻止企業壟斷。
會議上，由印度、中國與巴西領導的22個南方集團（發展中國家）反對北方集團（發達國家）所提出的“新加坡議題”協議：投資保護、市場競爭政策、政府體制透明化等。南方集團亦要求歐盟與美國放棄農業補貼。
這次會議通過讓柬埔寨及尼泊爾加入世界貿易組織，並發表《部長會議聲明》，雖然各國部長已盡力在最後一天舉行通宵會議，希望可通過會議宣言草案，但因各方在農業改革及出口補貼等問題上仍有嚴重分歧，結果未能達成任何實質協議或進展。

## 場外事件
世貿會議場外一如慣例有數千人示威，示威者試圖衝過會場外的封鎖線，並與警察發生衝突。警察發射催淚氣體驅趕示威者。 
9月10日，在會議場外示威人士中的韓國農民李京海突然越過封鎖線，打開寫有“世貿殺死農民”的標語，並拔出一把瑞士小刀自刺胸膛，以示對世貿抗議，結果喪生。李京海是韓國漁農業聯盟前會長，曾任國會議員。

## 外部連結
- WTO第五次部長級會議大會網頁 （页面存档备份，存于）
- 坎昆貿易談判"無果而終" - BBC新聞網[永久]